# 柳厚祚
柳 厚祚（ユ・フジョ、朝: 유후조、1799年 - 1876年）は、李氏朝鮮の政治家。本貫は豊山柳氏。字は載可、号は梅山、洛坡、嶺梅。諡号は文憲公。

## 生涯
柳成龍の八世孫にあたる。1840年代から地方官を歴任し、江陵府使に在任中の1858年に、科挙の文科に及第し、正三品に昇進した。1865年に工曹判書となり、正二品に昇進、1866年に右議政に就任した。1867年には左議政に就任したが、1872年に致仕して奉朝賀となった。
朋党政治においては南人派に属したが、議政が選出されるのは1798年に蔡済恭が左議政を退任して以来のことで、異例の人事であった。